# Arthrobotrys mangrovispora
Arthrobotrys mangrovispora är en svampart som beskrevs av Swe, Jeewon, Pointing & K.D. Hyde 2008. Arthrobotrys mangrovispora ingår i släktet Arthrobotrys och familjen vaxskålar.   Inga underarter finns listade i Catalogue of Life.